# Galaktoza-6-fosfatna izomeraza
Galaktoza-6-fosfatna izomeraza (EC 5.3.1.26, Galactose-6-phosphate isomerase) je enzim sa sistematskim imenom D-galaktoza-6-fosfat aldoza-ketoza-izomeraza. Ovaj enzim katalizuje sledeću hemijsku reakciju
-galaktoza 6-fosfat {\displaystyle \rightleftharpoons } D-tagatoza 6-fosfat
Ovaj enzim učestvuje u tagatoza 6-fosfatnom putu laktoznog katabolizama kod bakterija.

## Literatura
- Nicholas C. Price; Lewis Stevens (1999). Fundamentals of Enzymology: The Cell and Molecular Biology of Catalytic Proteins (Third изд.). USA: Oxford University Press. ISBN 019850229X.
- Eric J. Toone (2006). Advances in Enzymology and Related Areas of Molecular Biology, Protein Evolution (Volume 75 изд.). Wiley-Interscience. ISBN 0471205036.
- Branden C; Tooze J. Introduction to Protein Structure. New York, NY: Garland Publishing. ISBN 0-8153-2305-0.
- Irwin H. Segel. Enzyme Kinetics: Behavior and Analysis of Rapid Equilibrium and Steady-State Enzyme Systems (Book 44 изд.). Wiley Classics Library. ISBN 0471303097.

## Spoljašnje veze
- Galactose-6-phosphate+isomerase на 